# Ландера
Ландера́ (фр. Landeyrat, окс. Landairac) — коммуна во Франции, находится в регионе Овернь. Департамент — Канталь. Входит в состав кантона Алланш. Округ коммуны — Сен-Флур.
Код INSEE коммуны — 15091.
Коммуна расположена приблизительно в 400 км к югу от Парижа, в 60 км южнее Клермон-Феррана, в 55 км к северо-востоку от Орийака.

## Население
Население коммуны на 2008 год составляло 103 человека.
| 1962 | 1968 | 1975 | 1982 | 1990 | 1999 | 2008 |
| ---- | ---- | ---- | ---- | ---- | ---- | ---- |
| 185  | 216  | 201  | 174  | 130  | 120  | 103  |

## Экономика

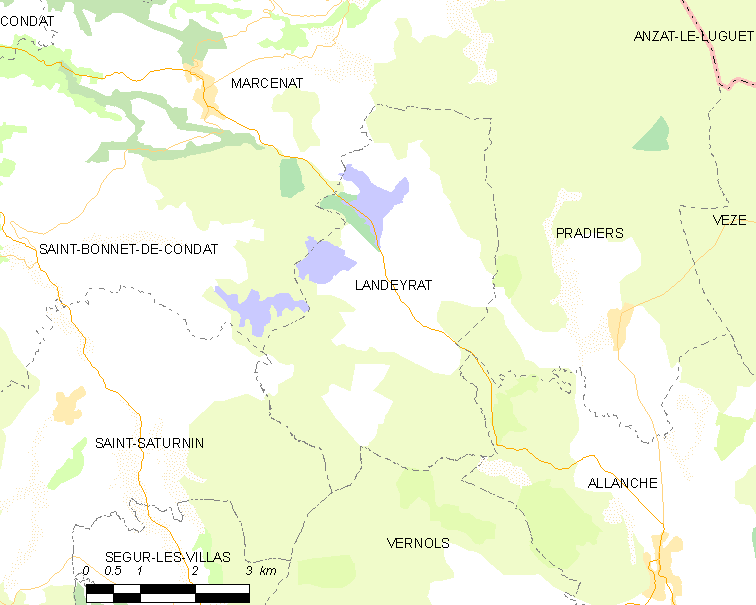
Карта коммуны

В 2007 году среди 70 человек в трудоспособном возрасте (15—64 лет) 53 были экономически активными, 17 — неактивными (показатель активности — 75,7 %, в 1999 году было 73,4 %). Из 53 активных работали 52 человека (33 мужчины и 19 женщин), безработным был 1 мужчина. Среди 17 неактивных 3 человека были учениками или студентами, 9 — пенсионерами, 5 были неактивными по другим причинам.